# Herald Sun Tour Femenino
El Herald Sun Tour Femenino es una carrera ciclista por etapas femenina que se celebra anualmente en Australia y es la versión femenina de la carrera del mismo nombre.
La primera edición se realizó en el año 2018 haciendo parte Calendario Internacional de Femenino de la UCI como competencia de categoría 2.2 y fue ganada por la ciclista australiana Brodie Chapman. En 2020, la prueba ascendió a la categoría 2.1.

## Palmarés
| Año  | Ganador        | Segundo              | Tercero        |           |
| ---- | -------------- | -------------------- | -------------- | --------- |
| 2018 | Brodie Chapman | Annemiek van Vleuten | Chloe Hosking  |           |
| 2019 | Lucy Kennedy   | Amanda Spratt        | Brodie Chapman |           |
| 2020 | Lucy Kennedy   | Jaime Gunning        | Arlenis Sierra |           |
| 2025 | cancelada      | cancelada            | cancelada      | cancelada |

## Palmarés por países
| País      | Victorias |
| --------- | --------- |
| Australia | 3         |